# ماساناو ساساکی
ماساناو ساساکی (به انگلیسی: Masanao Sasaki) بازیکن فوتبال اهل ژاپن و عضو تیم ملی فوتبال ژاپن است که در تاریخ ۰۲ ژوئن ۱۹۸۸ میلادی اولین بازی ملی‌اش را انجام داد. او در ۲۰ بازی ملی حضور داشت و آخرین بازی ملی خود را در تاریخ ۲ ژوئن ۱۹۹۱ میلادی انجام داد. ماساناو ساساکی در بازی‌های ملی‌اش
گلی به ثمر نرساند.